# Habitatge al carrer de l'Església, 19 (Canet de Mar)
L'Habitatge al carrer de l'Església, 19 és una obra de Canet de Mar (Maresme) protegida com a Bé Cultural d'Interès Local.

## Descripció
Es tracta d'un edifici entre mitgeres de planta baixa i dos pisos. Les obertures presenten llindes i brancals de pedra. La planta baixa té la porta d'accés de grans dimensions i una finestra a cada banda de mides diferents. Al primer pis hi ha un balcó corregut amb barana de ferro amb dues portes balconeres i al segon dos balcons més petits.